# Emre Taşkoparan
Emre Taşkoparan (* 15. Januar 1992 in Altındağ) ist ein türkischer Fußballspieler. 

## Karriere
Emre Taşkoparan spielte neun Jahre in der Jugend von Gençlerbirliği Ankara. Während der Winterpause der Saison 2010/11 unterschrieb er seinen ersten professionellen Spielervertrag bei Gençlerbirliği und wechselte – als Ausleihspieler – zu Hacettepe SK. Nach dieser Saison wechselte er zu Hacettepespor, doch bereits nach einer Saison verließ er diesen Verein und spielte in der Saison 2012/13 für Boluspor. 
Für die Spielzeit 2013/14 wurde er an Ankara Demirspor ausgeliehen. Zum Saisonende kehrte er zu Boluspor zurück. In der Hinrunde der Spielzeit 2014/15 spielte er für Boluspor, in der  Rückrunde für den Viertligisten Zonguldak Kömürspor.